# Koninklijke Deense luchtmacht

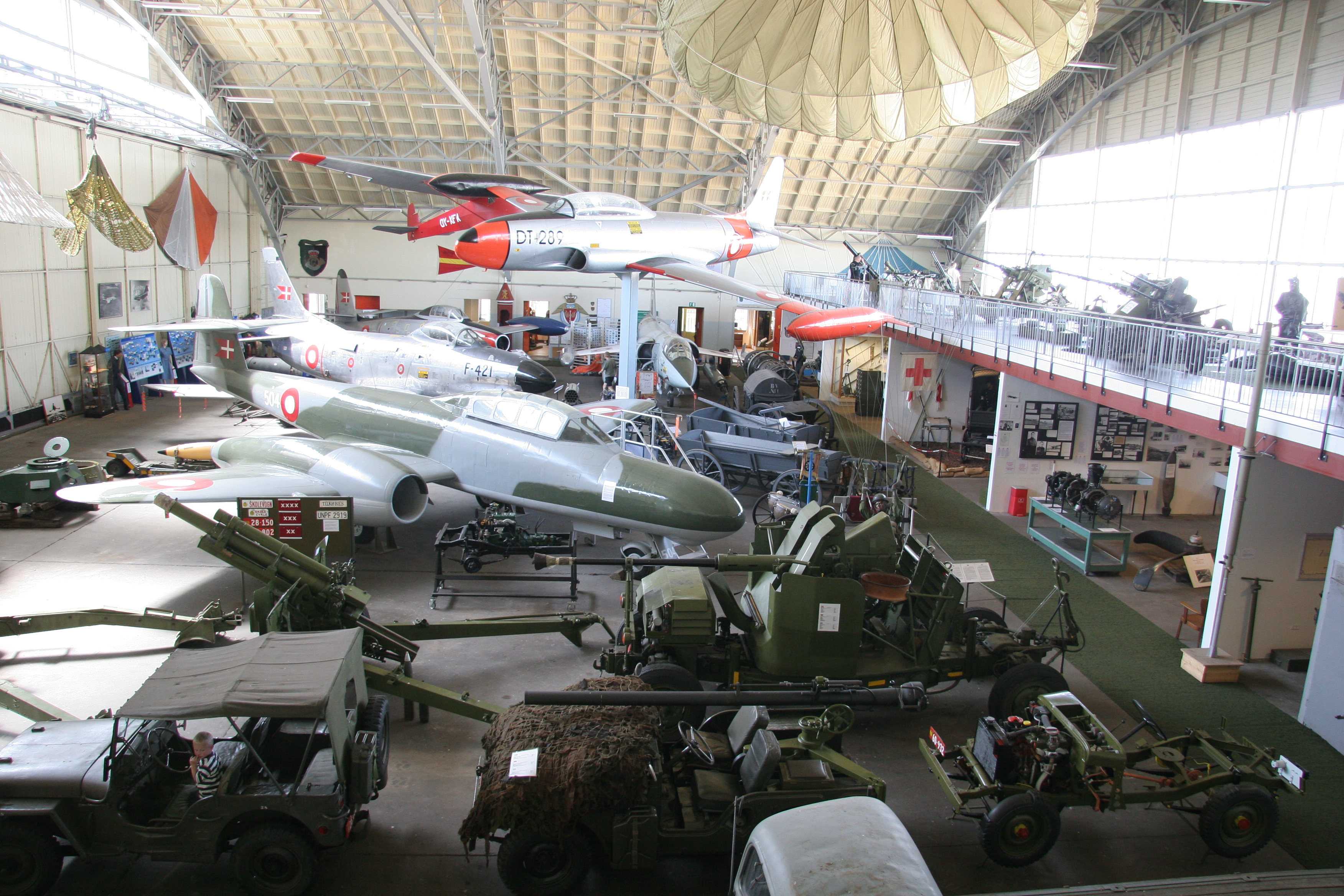
Deense post-WOII-straaljagers in het defensiemuseum te Aalborg.

De Koninklijke Deense luchtmacht (Deens: Flyvevåbnet) is de luchtmachttak van de Deense strijdkrachten en staat derhalve in voor 's lands luchtverdediging boven Denemarken zelf, de Faeröer en Groenland, maar neemt ook deel aan internationale militaire operaties.

## Geschiedenis
In juli 1912 richtte de Deense landmacht een vliegschool op, een half jaar na de Deense marine die in december 1911 begon met vliegen.In februari 1923 werd de vliegafdeling van de landmacht formeel het Korps Vliegeniers dat in 1932 Luchtkorps ging heten.
De Duitse invasie aan het begin van de Tweede Wereldoorlog betekende een voorlopig einde. De meeste toestellen werden bij de inval op de grond verwoest. Toestellen die ontsnapten vlogen tijdens de oorlog bij de Britse- en de Zweedse luchtmacht.
Gedurende de bezetting bouwde en verbeterden de Duitsers wel de Deense luchtmachtbases. Na de oorlog ontving Denemarken 41 surplus Spitfire's van de Royal Air Force (RAF) die over de twee luchtkorpsen verdeeld werden. In 1950 werden deze twee korpsen samengevoegd en ontstond de koninklijke luchtmacht, in Denemarken Flyvevåbnet geheten.  De Spitfire's bleven tot 1956 dienstdoen.
In de jaren 1960 en -1970 vlogen de Denen met F-104 Starfighter, F-100 Super Sabre en andere Amerikaanse types die ook met Amerikaanse financiële steun aangeschaft werden. In 1973 werden van drie C-130 Hercules-vrachtvliegtuigen aangeschaft.
In 1971 richtte de landmacht opnieuw een eigen vliegdienst op met verkenningshelikopters en -propellorvliegtuigen. In 1977 werd ook een helikoptereskader van de luchtmacht aan de marine toegewezen om vanaf schepen te vliegen.
Rond deze tijd verenigde Denemarken zich ook met België, Nederland en Noorwegen om samen een opvolger te vinden voor de verouderde Amerikaanse toestellen waarmee destijds gevlogen werd. Die opvolger werd de F-16 waarvan de Deense toestellen in licentie werden gebouwd door het Belgische SABCA en die in januari 1980 zijn intrede deed.
Volgend op het einde van de Koude Oorlog besloot Denemarken haar luchtmacht in 1999 grondig te hervormen. De luchtmacht moest het eigen grondgebied kunnen verdedigen, maar daarnaast ook kunnen deelnemen aan internationale operaties. Begin 2000 werden de drie diensten waaruit de luchtmacht bestond ook samengevoegd onder gezamenlijk bevel.
In 2002 ging Denemarken meewerken aan de Joint Strike Fighter, zonder evenwel andere opties als de F-18 of de Saab Gripen uit te sluiten, om de F-16 te vervangen. Intussen ondergingen de F-16's wel een MLU (mid-life upgrade) om ze in afwachting bijtijds te houden. In datzelfde jaar vlogen die F-16 naar Afghanistan om deel te nemen aan NAVO-operatie Enduring Freedom.
In juni 2007 droeg Denemarken op vraag van het Verenigd Koninkrijk (VK) zes van haar EH101-transporthelikopters over aan de RAF die ze dringend nodig had. Denemarken bestelde zes nieuwe toestellen die in ruil door het VK bekostigd werden.
In 2009 werden dan weer samen met een groep andere NAVO-landen drie C-17 Globemaster III-transportvliegtuigen aangeschaft ter ondersteuning van internationale missies. Deze toestellen zijn gestationeerd in Hongarije.
In augustus 2023 heeft Denemarken de levering van 19 F-16 toestellen aan Oekraïne bekendgemaakt. De Oekraïense piloten en technische personeel moeten eerste getraind worden voor de vliegtuigen daadwerkelijk boven het front ingezet kunnen worden. De eerste toestellen kunnen in de zomer van 2024 worden ingezet.
Op 1 oktober 2023 arriveerden de eerste vier F-35 op de luchtmachtbasis Skrydstrup in Denemarken. Er staan nog zes toestellen op een basis in Arizona waar de Deense piloten en technische personeel bekend worden gemaakt met het gevechtsvliegtuig. Denemarken heeft in totaal 27 toestellen van dit type besteld.
In april 2024 maakte Denemarken de verkoop bekend van 24 F-16 toestellen aan Argentinië. De prijs en het tijdschema van de overdracht van de vliegtuigen zijn niet bekendgemaakt.

## Luchtmachtbases
De Deense luchtmacht opereert vanaf drie hoofdluchtmachtbases, zijnde:
- Aalborg / Luchthaven Aalborg - Air Transport Wing Aalborg.
  - Squadron 721 - transportvliegtuig.
- Karup / Luchthaven Karup - Helicopter Wing Karup.
  - Squadron 722 - SAR- en transporthelikopters.
  - Squadron 723 - zeehelikopters.
  - Squadron 724 - lichte helikopters.
  - Vliegschool - lesvliegtuig.
- Skrydstrup / Luchthaven Skrydstrup - Fighter Wing Skrydstrup.
  - Squadron 727 - gevechtsvliegtuig.
  - Squadron 730 - gevechtsvliegtuig.

En daarnaast van nog drie kleinere bases:
- Roskilde / Luchthaven Roskilde.
- Rønne / Luchthaven Bornholm.
- Kangerlussuaq / Luchthaven Kangerlussuaq in Groenland.

## Inventaris
| Toestel                       | Versie(s)           | Afbeelding                                                                                                 | Aantal                   | Rol                                   | Herkomst                   |
| Gevechtsvliegtuigen           | Gevechtsvliegtuigen | Gevechtsvliegtuigen                                                                                        | Gevechtsvliegtuigen      | Gevechtsvliegtuigen                   | Gevechtsvliegtuigen        |
| ----------------------------- | ------------------- | --- | ------------------------ | ------------------------------------- | -------------------------- |
| Lockheed F-16 Fighting Falcon | F-16A               | Royal Danish AirForce F-16 Solo display RIAT 2011                                                          | 33                       | Gevechtsvliegtuig                     | België Verenigde Staten    |
| Lockheed F-35 Lightning II    | F-35A               | F-35 at Edwards                                                                                            | 6 (27 in totaal besteld) | Gevechtsvliegtuig                     | Verenigde Staten           |
| Maritieme Patrouille          |                     | |                          |                                       |                            |
| Bombardier Challenger         | CL-604              | Bombardier CL-600-2B16 Challenger 604, Denmark - Air Force JP6119259                                       | 3                        | Surveillance,Patrouille,VIP Transport | Canada                     |
| Transportvliegtuigen          |                     | |                          |                                       |                            |
| Lockheed C-130 Hercules       | C-130 J-30          | Royal Danish Air Force B-537 C-130J-30 Super Hercules display flight at Danish Air Show 2014-06-22 cropped | 4                        | Transport                             | Verenigde Staten           |
| Trainingsvliegtuigen          |                     | |                          |                                       |                            |
| Saab MFI-17 Supporter         |                     | MFI-17 Supporter, Radom Air Show 2007                                                                      | 28                       | Trainer                               | Zweden                     |
| Pipistrel Velis Electro       |                     | Pipistrel Velis Electro 9992                                                                               | 2                        | Trainer                               | Slovenië                   |
| Lockheed F-16 Fighting Falcon | F-16B               | Danish Air Force F-16                                                                                      | 10                       | Trainer                               | Verenigde Staten           |
| Helikopters                   |                     | |                          |                                       |                            |
| AgustaWestland EH101 Merlin   |                     | Danish air force EH-101 Merlin                                                                             | 6 8                      | Transport SAR                         | Italië Verenigd Koninkrijk |
| Eurocopter Fennec             | AS 550 C2           | Fennec siku 07                                                                                             | 11                       | Verkenning                            | Frankrijk                  |
| Westland Lynx                 | Super Lynx Mk.90B   | Westland WG-13 Lynx Mk90, Denmark - Navy AN0323277                                                         | 8                        | Maritieme Helikopter                  | Verenigd Koninkrijk        |